# Развёртка многогранника

Развёртка додекаэдра

Развёртка многогранника — совокупность многоугольников, соответственно равных граням многогранника, с указанием того, какие стороны и вершины многоугольников соответствуют одним и тем же рёбрам и вершинам многогранника.
Модели многогранников часто склеиваются из развёрток или отдельных многоугольников с указанием сторон, которые должны быть склеены.

## Развёрткиплатоновых телс «крылышками» для склеивания граней
Приведённые ниже развёртки - не единственно возможное решение. К примеру, для куба существует целый ряд различных развёрток, причём их число заметно увеличиться, если допустить возможность создания грани не только целым квадратом из развёртки, но и треугольниками (вместе образующими квадрат грани).

## Большие размерности

Тессеракт
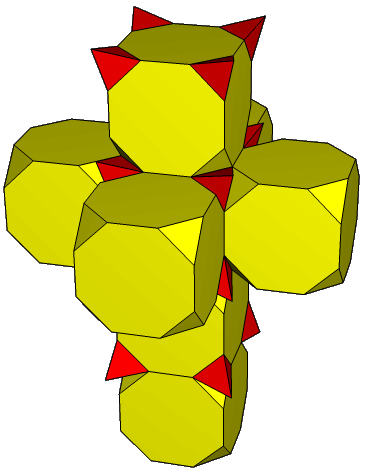
Усечённый тессеракт
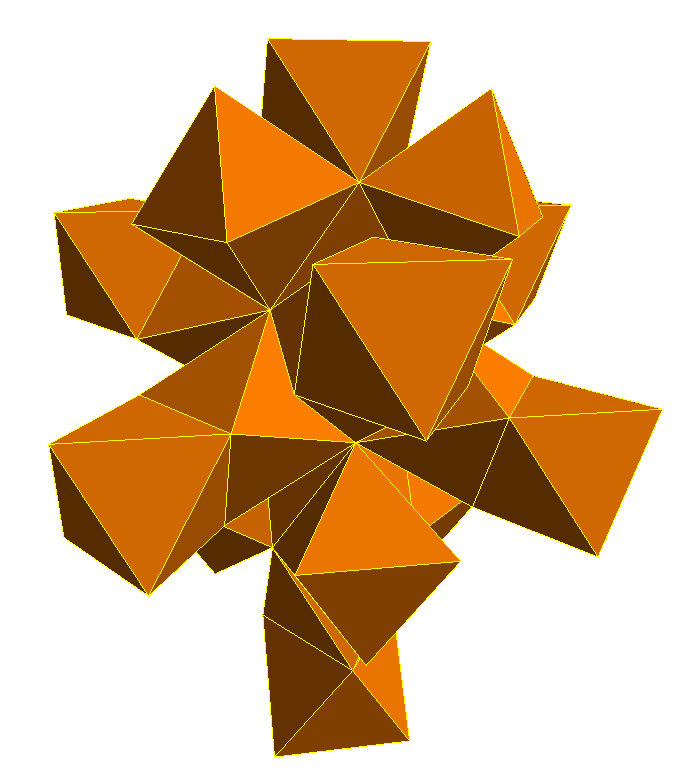
24-ячейник

## Свойства
- Существуют примеры развёрток, из которых можно склеить различные выпуклые многогранники.
- Известны примеры невыпуклых многогранников, не допускающих развёрток.[3]
- Среди тетраэдров можно найти пример, такой что разрезание рёбер по остовному дереву даёт развёртку с самоналеганиями.

- В 1975 году Шепард[англ.] сформулировал гипотезу, что каждый выпуклый многогранник имеет развёртку без наложений.[4] Эта гипотеза остаётся открытой до сегодняшнего дня.[5][6] Известно следующее:
  - Для невыпуклых многогранников утверждение не верно.
  - Некоторые многогранники, например, неправильные тетраэдры определённого типа, допускают развёртки с самоперекрытиями.
  - Гипотеза верна для многогранников, у которых одна из граней имеет общее ребро со всеми остальными.
  - В 2014 Мохамед Гоми доказал, что такая развёртка найдётся, если применить к многограннику аффинное преобразование определённого типа.[7] В частности, из любого комбинаторного класса выпуклых многогранников можно выбрать многогранник, допускающий развёртку.